# Grażyna Leja
Grażyna Leja (ur. 10 października 1954 w Racławicach, zm. 16 kwietnia 2021 w Krakowie) – polska polityk, przedsiębiorca i urzędniczka państwowa, w latach 2007–2008 podsekretarz stanu w Ministerstwie Sportu i Turystyki.

## Życiorys
Córka Jana i Henryki. Ukończyła studia wyższe z zakresu organizacji i zarządzania turystyką w Akademii Ekonomicznej w Krakowie, po których pracowała w Orbisie. Później była związana z branżą turystyczną, prowadząc przedsiębiorstwa i zasiadając w zarządach spółek z tej branży. Prowadziła także własny hotel. W latach 90. została członkiem Polskiego Stronnictwa Ludowego. W 1997, 2001, 2005 i 2007 kandydowała do Sejmu z listy PSL (w dwóch ostatnich przypadkach z pierwszego miejsca) w okręgu krakowskim (nr 21 i następnie 13), uzyskując odpowiednio 236, 269, 3398 oraz 8331 głosów i nie zdobywając mandatu. W 2006 otwierała okręgową listę KWW Jacka Majchrowskiego do rady Krakowa, otrzymując 1992 głosy i także nie uzyskując mandatu.
Od 2002 do 2010 (z dwumiesięczną przerwą od listopada 2007 do stycznia 2008) była pełnomocnikiem prezydenta Krakowa Jacka Majchrowskiego do spraw turystyki (od 2002 do 2007 odpowiadała także za kulturę). 27 listopada 2007 powołana na stanowisko podsekretarza stanu w Ministerstwie Sportu i Turystyki, odpowiedzialnego za turystykę. Złożyła dymisję 4 stycznia 2008 (przyjętą 8 stycznia) w związku z zarzutami dotyczącymi współpracy z tajnymi służbami PRL wysuwanymi przez Instytut Pamięci Narodowej.
W maju 2010 została nieprawomocnie skazana przez Sąd Okręgowy w Krakowie za złożenie niezgodnego z prawdą oświadczenia lustracyjnego na trzy lata pozbawienia praw publicznych. Wyrok ten został uchylony przez sąd apelacyjny z powodu braków w materiale dowodowym. W listopadzie 2011, po ponownym rozpoznaniu sprawy, Sąd Okręgowy w Krakowie potwierdził prawdziwość oświadczenia lustracyjnego Grażyny Lei i uniewinnił ją.
Postanowieniem z 15 grudnia 2003 otrzymała Złoty Krzyż Zasługi.

## Życie prywatne
Od 1976 była żoną Józefa, mieli córkę.